# Balthasar Leopold von Brauchitsch
Balthasar Leopold von Brauchitsch (geb. um 1725; gest. 3. Mai 1773 in Küstrin) war ein preußischer Landrat und Kammerpräsident.

## Leben

Wappen derer von Brauchitsch

Balthasar Leopold von Brauchitsch war Angehöriger des schlesischen Uradelgeschlechts Brauchitsch. Von 1759 bis 1764 amtierte er zunächst als Landrat im Kreis Grottkau, nachdem sein Vorgänger Johann Carl von Sulkowsky abgesetzt worden war. Von 1764 bis 1766 wechselte er dann in den Landkreis Neisse, um die dort zuletzt vakant gebliebene Position als Landrat zu übernehmen. Am 1. Oktober 1768 wurde er nach Vorschlag von Minister Schlabrenndorf zum Präsident der Neumärkischen Kriegs- und Domänenkammer in Küstrin ernannt, womit er die Nachfolge von Georg Albrecht von Birckholtz antrat. Am 3. Mai 1773 verstarb Balthasar Leopold von Brauchitsch nach zweiwöchiger Krankheit an den Folgen eines Schlagflusses.

## Ergänzendes
1776 beabsichtigte seine Witwe, Elisabeth (1744–1793), geb. von Taubadel, den Major Benjamin von Amaudrütz aus dem Infanterie-Regiments Nr. 32  von Rothkirch zu heiraten.